# John Thynne (Politiker, um 1513)

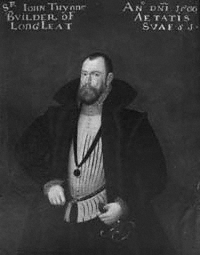
John Thynne. Porträt von 1566

Sir John Thynne (* 1512, 1513 oder 1515 in Church Stretton, Shropshire; † 21. Mai 1580) war ein englischer Adliger und Politiker. Er war der Begründer der Familie Thynne, war vermutlich achtmal als Parlamentsabgeordneter gewählt worden und gehörte zu den Vertrauten des Lordprotektors Somerset. Vor allem ist er jedoch als Erbauer von Longleat House bekannt, das der Kunsthistoriker John Summerson als erstes und vielleicht wichtigstes Bauwerk der Elisabethanischen Architektur bezeichnete.

## Herkunft
John Thynne war der älteste Sohn von Thomas Thynne und von Margaret Thynne, einer Tochter von Thomas Eynns (auch Heynes oder Eynes) aus Church Stretton. Sein Vater war ein kleiner Freibauer aus Church Stretton in Salop.

## Aufstieg im Dienst von Edward Seymour

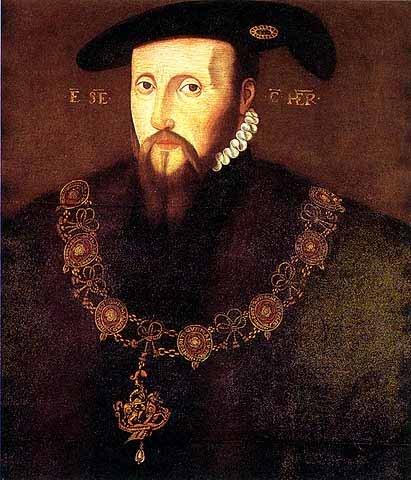
Edward Seymour, der langjährige Dienstherr von Thynne

Vermutlich durch seinen Onkel William Thynne, der 1526 eine führende Stellung in der königlichen Küche erhielt und 1540 Master of the Household wurde, kam John Thynne nach London. 1535 gehörte er zum Haushalt von Thomas Vaux, 2. Baron Vaux of Harrowden. Nachdem Vaux sein Amt als Gouverneur von Jersey an Edward Seymour, Viscount Beauchamp verkaufte, wechselte auch Thynne in den Dienst Seymours. Innerhalb eines Jahres stieg er zum Steward of the Household, zum Verwalter von Seymours Besitzungen auf. Seine weitere Karriere hing eng mit dem Aufstieg seines Dienstherrn zusammen, der 1537 zum Earl of Hertford und 1547 als Lordprotektor zum Duke of Somerset erhoben wurde. 
1538 musste Thynne im Auftrag von Seymour einen Prozess gegen seinen früheren Herrn Baron Vaux über das Pfarrhaus von Wilby führen, dass Vaux ausschließlich für sich beanspruchte. Durch die Gunst von König Heinrich VIII., der 1536 Seymours Schwester Jane geheiratet hatte, waren die Seymours zur führenden Familie von Wiltshire aufgestiegen. Thynne, der bislang nach Südwestengland keine Verbindung gehabt hatte, konnte so am 11. April 1539 für 21 Jahre das Rektorat von Clawton in Devon pachten. Ein Jahr später kaufte er von Sir John Horsey das aufgelöste Priorat von Longleat mit dazugehörenden Rechten in Wiltshire und Somerset. Weitere, in der Umgebung liegende Ländereien von Longleat vergab der König an Edward Seymour, der sie am 25. Juni 1541 an Thynne weitergab. Damit hatte Thynne in unmittelbarer Umgebung von Seymours Anwesen Maiden Bradley umfangreiche Ländereien erworben. 
In den letzten Jahren der Herrschaft von Heinrich VIII. blieb Thynne ein enger Gefolgsmann von Seymour, dabei nahm er vermutlich 1542 an der Schlacht von Solway Moss gegen schottische Truppen teil. 1544 begleitete er Seymour bei seinem erneuten Feldzug nach Schottland. Nach der Schlacht bei Pinkie Cleugh 1547 wurde er zum Ritter geschlagen. Seine Hauptaufgabe blieb allerdings nicht der Dienst als Militär, sondern die Verwaltung von Seymours Besitzungen und die Unterstützung Seymours bei der Ausübung seiner Ämter. 

## Politische Karriere im Dienst Seymours
Vermutlich wurde er schon 1539 und 1542 als Gefolgsmann von Seymour als Abgeordneter für Marlborough für das House of Commons gewählt, bei der Wahl von 1545 konnte er sich mit Hilfe von Seymour gegen den Mitbewerber Andrew Baynton durchsetzen, der daraufhin den bisherigen zweiten Abgeordneten John Berwick ablöste. Thynnes Dienstherr wurde nach dem Tod von Heinrich VIII. 1547 für den unmündigen Eduard VI., seinen Neffen, als Lordprotektor Regent von England und zum Duke of Somerset erhoben. Thynne diente ihm weiter in London. Er wurde dabei 1547 Freeman of the City und Mitglied der Worshipful Company of Mercers, der Stoffhändlergilde, die sich dadurch gute Kontakte zur Regierung erhoffte. Zwei Jahre später heiratete Thynne Christian Gresham, die Tochter des Stoffhändlers und früheren Lord Mayor Sir Richard Gresham und Schwester von Sir Thomas Gresham. Damit heiratete er in die mächtigste Londoner Kaufmannsfamilie ein. Vielleicht mit finanzieller Unterstützung durch Gresham konnte Thynne 1549 Ländereien in Gloucestershire, Herefordshire, Lincolnshire und Yorkshire erwerben, wofür er zusammen mit Thomas Throckmorton (um 1516–1568) die stattliche Summe von £ 4340 bezahlte. Vermutlich 1547 war er erneut Abgeordneter, wobei er vermutlich durch den Einfluss des Lordprotektors anstelle von einem der gewählten Abgeordneten von Salisbury im Parlament saß. Von 1547 bis 1548 war er auch Sheriff von Somerset und Dorset, und angesichts seiner Aufgaben als Steward des Lordprotektors nahm er vermutlich nicht häufig an den Parlamentssitzungen teil. 
Thynnes Einfluss und Beziehung zu seinem Herrn Seymour, Duke of Somerset, ist umstritten. Zeitgenossen wir Sir William Paget sahen in ihm eine graue Eminenz mit bösartigen Einfluss. Nach heutiger Bewertung verfolgte er jedoch keine politischen Ziele, sondern arbeitete hart, um die zahlreichen Aufgaben zu erfüllen, die er von seinem Dienstherrn übertragen bekam. Dabei befasste er sich auch mit dem Neubau von Seymours alten Haus Wolf Hall bei Great Bedwyn, dass als Bedwyn Brail neu errichtet, aber nie vollendet wurde. Daneben war er wahrscheinlich an der Überwachung des Baus des alten Somerset House in London beteiligt. Um dieselbe Zeit begann Thynne, vermutlich nach eigenen Plänen, mit dem Bau von Longleat, das allerdings 1567 niederbrannte, um danach wieder neu errichtet zu werden.

## Verhaftung und Verlust seiner Ämter beim Sturz Somersets
Als Sommerset im Oktober 1549 gestürzt und verhaftet wurde, wurde auch Thynne am 13. Oktober verhaftet und zusammen mit Somersets Ratgebern William Grey, Sir Thomas Smith, Sir Michael Stanhope und Edward Wolf im Tower of London inhaftiert. Im Verhör erklärte er am 28. November, dass er angesichts der Finanzlage Somersets dessen aufwändige Bauten missbilligt hätte, doch wüsste er nichts von Korruption und Amtsmissbrauch des Lordprotektors. Im Februar 1550 wurde er in strengere Haft gelegt, doch wurde er vorläufig am 17. April für einen Monat freigelassen und am 5. August schließlich begnadigt. Dazu erhielt er seinen beschlagnahmten Besitz zurück, sein Amt als Steward von Somerset wollte er jedoch niederlegen. Somerset selbst war im Mai 1550 auch freigelassen worden, erhielt sein Amt als Lordprotektor jedoch nicht mehr zurück. Thynne gehörte zwar weiterhin zu den Gefolgsleuten von Somerset, hielt sich am Hof jedoch abseits von ihm. Als Somerset im Oktober 1551 erneut verhaftet wurde, war Thynne in Wiltshire, wurde jedoch am 16. Oktober 1551 erneut verhaftet und wieder in den Tower gebracht. Seine Frau durfte jedoch auf seinen Gütern weiter wohnen und ihn drei Monate später, nach der Hinrichtung Somersets im Januar 1552, besuchen. Nachdem er wieder freikam, musste er wie die anderen Anhänger Somersets alle seine Ämter niederlegen. Er zog sich danach nach Longleat zurück, wo er John Berwick bei der Versorgung von Edward Seymour, den enterbten Sohn Seymours, unterstützte.
Letztlich war Thynne noch glimpflich davongekommen und war trotz seiner Verluste und Strafzahlungen weiterhin ein reicher Mann. Nach dem Sturz Somersets hatte er nun jedoch zahlreiche offene Feinde. Sir Henry Long und Sir William Sharington aus Wiltshire beschuldigten ihn, ihre Rechte missachtet zu haben, auch Charles Stourton als Neffe des neuen Machthabers John Dudley war sein Feind und selbst einstige Anhänger Somersets wie William Paget betrachteten ihn jetzt als ihren Gegner. Er hatte jedoch auch noch Freunde in London sowie William Cecil und William Paulet, 1. Marquess of Winchester. Er selbst unterstützte John Berwick bei der Versorgung von Edward Seymour, dem enterbten minderjährigen Sohn Somersets.

## Politische Isolierung unter Königin Maria

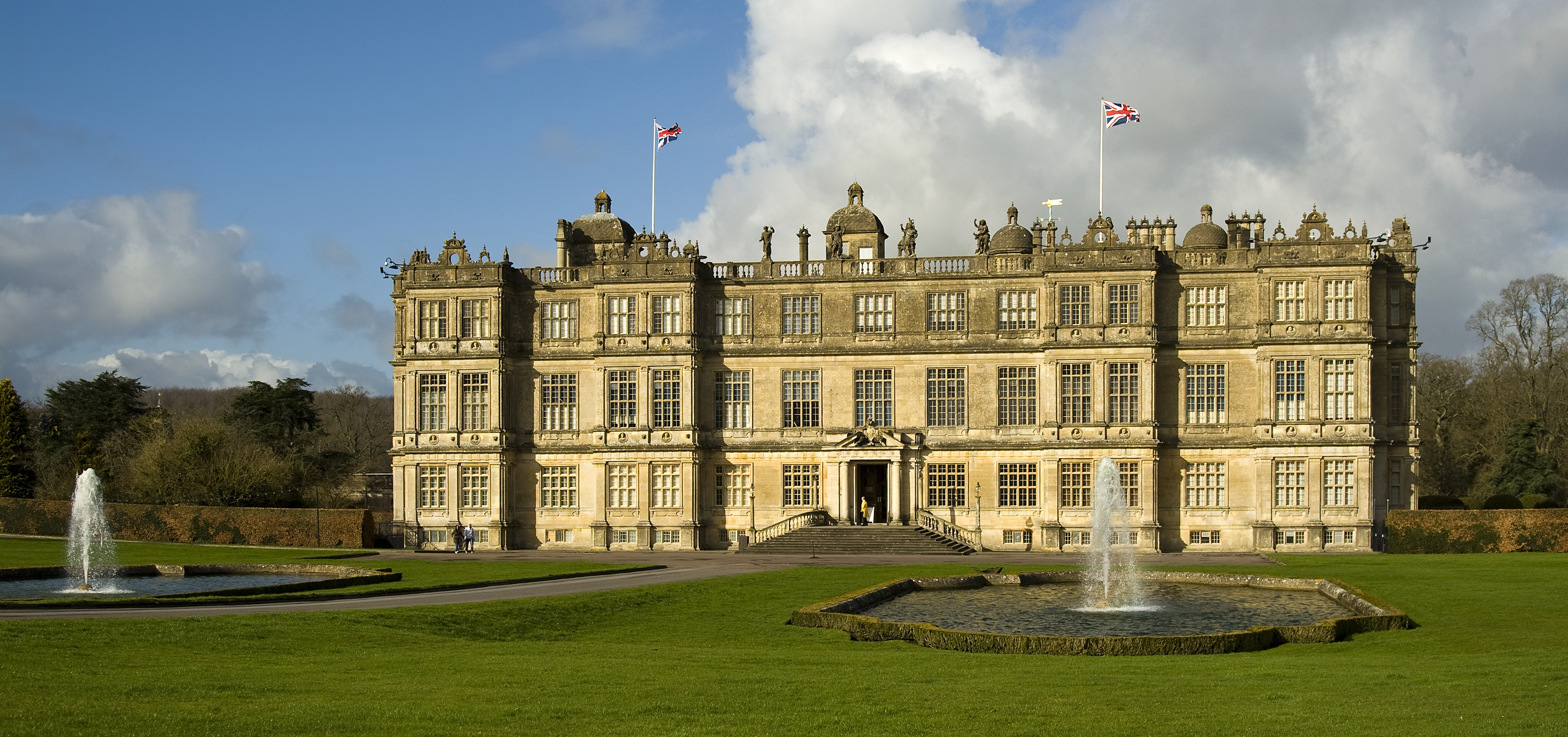
Thynnes Lebenswerk Longleat House

Als Thynnes Gegner John Dudley, der zum Duke of Northumberland erhoben worden war, für März 1553 ein neues Parlament einberief, verzichtete er auf eine erneute Kandidatur. Auf Aufforderung von Königin Maria proklamierte er sie im Juli 1553 in Warminster, wo er das Amt des Stewards hatte, zur Königin. Damit brüskierte er Baron Stourton, der als Queen’s lieutenant von Wiltshire das Recht für sich beanspruchte. Der Streit wurde nicht endgültig entschieden, da Stourton 1557 wegen Mordes hingerichtet wurde. Thynne kandidierte auch während der Herrschaft von Maria nicht für das Parlament und blieb wegen seiner bekannten Sympathie zum Protestantismus von öffentlichen Ämtern ausgeschlossen, wurde jedoch am 13. Oktober 1553 von der Königin offiziell begnadigt. Thynne blieb weiter in Kontakt mit der Familie Seymour, die jedoch von Königin Maria ihre Ländereien zurückerhielt. Im Gegensatz zu vielen anderen Adligen in Südwestengland war er in keine der Verschwörungen gegen Maria verwickelt, stand aber über Sir Thomas Parry in regelmäßigen Kontakt mit Prinzessin Elisabeth.

## Erneute politische Karriere unter Elisabeth I.
Da der politische Einfluss der Familie Seymour in Südwestengland zerschlagen worden und der Erbe der Familie gerade volljährig geworden war, beabsichtigte Thynne nun, im westlichen Wiltshire selbst zur unabhängigen Kraft zu werden. Als Königin Elisabeth für 1559 ihr erstes Parlament zusammenrief, schloss er sich nicht dem verbliebenen Magnaten, dem William Herbert, 1. Earl of Pembroke an. Damit konnte er seine Gegenspieler überraschen und sich bei der Wahl in Wiltshire gegen Sir George Penruddock, dem Steward von Pembroke durchsetzen. Damit erkämpfte er sich zu Beginn der Herrschaft der neuen Königin den politischen Vorrang in der Grafschaft. 
Mit diesem eigenmächtigen Vorgehen hatte er einen schon länger schwelenden Streit mit dem Earl of Pembroke fortgesetzt. Wegen des fortwährenden Streits musste sich Thynne 1564 persönlich vor dem Privy Council verantworten. Bei den Parlamentswahl von 1563 konnte er nicht hoffen, dass Pembroke seine Stellung duldete, so dass er froh sein konnte, als Abgeordneter für Great Bedwyn gewählt zu werden, das immer noch zum Einflussgebiet der Familie Seymour gehörte. Der junge Edwards Seymour war bei der Königin wegen seiner nicht genehmigten Heirat in Ungnade gefallen, doch als ehemaliger Steward des Duke of Somerset hatte Thynne noch vermutlich gute Kontakte und wurde deswegen gewählt. Thynne erreichte wieder einen gewissen Einfluss, da Königin Elisabeth die ihm wohlgesinnten William Cecil, Thomas Smith und andere Anhänger Somersets wieder in ihre Ämter einsetzte, dazu sicherte ihm der Einfluss seines Schwagers Thomas Gresham weiterhin Macht und Einkünfte in London. Dennoch spielte Thynne während der Herrschaft von Elisabeth I. keine größere politische Rolle mehr. Der 1. Earl of Pembroke starb 1570, zu seinem Sohn Henry Herbert, 2. Earl of Pembroke hatte Thynne bessere Beziehungen, so dass er 1571 wieder als Abgeordneter für Wiltshire gewählt wurde. Es gelang ihm jedoch nicht, diese Stellung dauerhaft zu halten, so dass er bei den nächsten Wahlen für das Borough Heytesbury kandidierte, wo er selbst Einfluss hatte.
Thynne war ein gewissenhafter Parlamentsabgeordneter, der in zahlreichen Ausschüssen vertreten war. Seine Tätigkeit als Abgeordneter schätzte er als Symbol seiner Stellung in Wiltshire, dazu nutzte er die Parlamente, um seine Kontakte nach London zu pflegen. 1570 diente er als Sheriff von Wiltshire, dazu verwaltete er seine Ländereien und betrieb eine umfangreiche  Viehzucht. Vor allem widmete er sich ab 1547 dem Bau des Herrenhauses von Longleat, wo ihn die Königin im August 1574 besuchte. Der Bau des Herrenhauses wurde sein Lebenswerk, an dem er 37 Jahre lang baute. Durch eine Entwürfe trug er selbst zum Bau bei, dazu wurde das wesentlich ab 1563 von dem französischen Baumeister Alan Maynard und ab 1568 von dem Engländer Robert Smythson mitgestaltet. Zahlreiche Handwerker, die in Longleat mitgewirkt hatten, verbreiteten ihre Erfahrungen in Südwest- und sogar in ganz England weiter und verbreiteten damit den elisabethanischen Architekturstil.

## Heirat und Nachkommen
Thynne war mindestens zweimal verheiratet gewesen und hatte aus den beiden Ehen insgesamt elf Kinder. Aus seiner 1549 geschlossenen Ehe mit Christian Gresham hatte er drei Söhne und drei Töchter, darunter:
- John Thynne (um 1555–1604)
- Thomas Thynne († 1625)
- Katherine Thynne ⚭ Sir Walter Long

Nach dem Tod seiner ersten Frau heiratete er 1566 oder 1567 in zweiter Ehe Dorothy Wroughton, eine Tochter von Sir William Wroughton aus Broad Hinton in Wiltshire. Er hatte mit ihr fünf Söhne, darunter Charles Thynne.
In der Kirche von Longbridge Deverill befindet sich sein Grabdenkmal. Seine Witwe heiratete in zweiter Ehe Sir Carew Ralegh aus Downton. Sein Erbe wurde sein ältester Sohn John, dem er umfangreichen Grundbesitz in Wiltshire, Somerset, Gloucestershire, Oxfordshire, London, Bristol und Westminster hinterließ. Seine Nachfahren aus erster Ehe wurden 1641 zum Baronet erhoben, 1682 zu Viscounts Weymouth und 1789 zum Marquess of Bath.